# Llista de medallistes olímpics de cúrling
Aquesta és una llista dels medallistes olímpics de cúrling:

## Medallistes

### Categoria masculina
| Edició              | Or | Argent | Bronze |
| Chamonix 1924       | Regne UnitJohn Robertson · William K. Jackson · Robin Welsh · Thomas Murray · Laurence Jackson · John McLeod · William Brown · D. G. Astley | SuèciaJohan Petter Åhlén · Carl August Kronlund · Ture Ödlund · Carl Wilhelm Petersén · Carl-Axel Pettersson · Erik O. Severin · Karl-Erik Wahlberg · Victor Wetterström | FrançaHenri Cournollet · Georges André · Armand Bénédic · Pierre Canivet · Robert Planque · Henri Aldebert |
| 1928–1994           | no fou inclòs en el programa olímpic | no fou inclòs en el programa olímpic | no fou inclòs en el programa olímpic                                                                       |
| Nagano 1998         | SuïssaPatrick Hürlimann · Patrik Lörtscher · Daniel Müller · Diego Perren · Dominic Andres                                                  | CanadàMike Harris · Richard Hart · Collin Mitchell · George Karrys · Paul Savage                                                                                         | NoruegaEigil Ramsfjell · Jan Thoresen · Stig-Arne Gunnestad · Tore Torvbråten · Anthon Grimsmo             |
| Salt Lake City 2002 | NoruegaPål Trulsen · Lars Vågberg · Flemming Davanger · Bent Ånund Ramsfjell · Torger Nergård                                               | CanadàKevin Martin · Don Walchuk · Carter Rycroft · Don Bartlett · Ken Tralnberg                                                                                         | SuïssaAndreas Schwaller · Christof Schwaller · Markus Eggler · Damian Grichting · Marco Ramstein           |
| 2006 Torí           | CanadàBrad Gushue · Mark Nichols · Russ Howard · Jamie Korab · Mike Adam                                                                    | FinlàndiaMarkku Uusipaavalniemi · Wille Mäkelä · Kalle Kiiskinen · Teemu Salo · Jani Sullanmaa                                                                           | Estats UnitsPete Fenson · Shawn Rojeski · Joseph Polo · John Shuster · Scott Baird                         |
| Vancouver 2010      | CanadàKevin Martin · John Morris · Marc Kennedy · Ben Hebert · Adam Enright                                                                 | NoruegaThomas Ulsrud · Torger Nergård · Christoffer Svae · Håvard Vad Petersson · Thomas Løvold                                                                          | SuïssaRalph Stöckli · Jan Hauser · Markus Eggler · Simon Strübin · Toni Müller                             |
| Sotxi 2014          | CanadàBrad Jacobs · Ryan Fry · E. J. Harnden · Ryan Harnden · Caleb Flaxey                                                                  | Regne UnitDavid Murdoch · Greg Drummond · Scott Andrews · Michael Goodfellow · Tom Brewster                                                                              | SuèciaNiklas Edin · Sebastian Kraupp · Fredrik Lindberg · Viktor Kjäll · Oskar Eriksson                    |
| Pyeongchang 2018    | Estats UnitsJohn Shuster · Tyler George · Matt Hamilton · John Landsteiner · Joe Polo                                                       | SuèciaNiklas Edin · Oskar Eriksson · Rasmus Wranå · Christoffer Sundgren · Henrik Leek                                                                                   | SuïssaBenoît Schwarz · Claudio Pätz · Peter de Cruz · Valentin Tanner · Dominik Märki                      |
| Pequín 2022         | SuèciaNiklas Edin · Oskar Eriksson · Rasmus Wranå · Christoffer Sundgren · Daniel Magnusson                                                 | Regne UnitBruce Mouat · Grant Hardie · Bobby Lammie · Hammy McMillan Jr. · Ross Whyte                                                                                    | CanadàBrad Gushue · Mark Nichols · Brett Gallant · Geoff Walker · Marc Kennedy                             |

### Categoria femenina
| Edició              | Or                                                                                        | Argent                                                                                                  | Bronze                                                                                               |
| Nagano 1998         | CanadàSandra Schmirler · Jan Betker · Joan McCusker · Marcia Gudereit · Atina Ford        | DinamarcaHelena Blach Lavrsen · Margit Pörtner · Dorthe Holm · Trine Qvist · Jane Bidstrup              | SuèciaElisabet Gustafson · Katarina Nyberg · Louise Marmont · Elisabeth Persson · Margaretha Lindahl |
| Salt Lake City 2002 | Regne UnitRhona Martin · Deborah Knox · Fiona MacDonald · Janice Rankin · Margaret Morton | SuïssaLuzia Ebnöther · Mirjam Ott · Tanya Frei · Laurence Bidaud · Nadia Röthlisberger                  | CanadàKelley Law · Julie Skinner · Georgina Wheatcroft · Diane Nelson · Cheryl Noble                 |
| 2006 Torí           | SuèciaAnette Norberg · Eva Lund · Cathrine Lindahl · Anna Svärd · Ulrika Bergman          | SuïssaMirjam Ott · Binia Beeli · Valeria Spälty · Michèle Moser · Manuela Kormann                       | CanadàShannon Kleibrink · Amy Nixon · Glenys Bakker · Christine Keshen · Sandra Jenkins              |
| Vancouver 2010      | SuèciaAnette Norberg · Eva Lund · Cathrine Lindahl · Anna Le Moine · Kajsa Bergström      | CanadàCheryl Bernard · Susan O'Connor · Carolyn Darbyshire · Cori Bartel · Kristie Moore                | R.P. de la XinaWang Bingyu · Liu Yin · Yue Qingshuang · Zhou Yan · Liu Jinli                         |
| Sotxi 2014          | CanadàJennifer Jones · Kaitlyn Lawes · Jill Officer · Dawn McEwen · Kirsten Wall          | SuèciaMargaretha Sigfridsson · Maria Prytz · Christina Bertrup · Maria Wennerström · Agnes Knochenhauer | Regne UnitEve Muirhead · Anna Sloan · Vicki Adams · Claire Hamilton · Lauren Gray                    |
| Pyeongchang 2018    | SuèciaAnna Hasselborg · Sara McManus · Agnes Knochenhauer · Sofia Mabergs · Jennie Wåhlin | Corea del SudKim Eun-jung · Kim Kyeong-ae · Kim Seon-yeong · Kim Yeong-mi · Kim Cho-hi                  | JapóSatsuki Fujisawa · Chinami Yoshida · Yumi Suzuki · Yurika Yoshida · Mari Motohashi               |
| Pequín 2022         | Regne UnitEve Muirhead · Vicky Wright · Jennifer Dodds · Hailey Duff · Mili Smith         | JapóSatsuki Fujisawa · Chinami Yoshida · Yumi Suzuki · Yurika Yoshida · Kotomi Ishizaki                 | SuèciaAnna Hasselborg · Sara McManus · Agnes Knochenhauer · Sofia Mabergs · Johanna Heldin           |

### Categoria mixta
| Edició           | Or                                        | Argent                                       | Bronze                                       |
| Pyeongchang 2018 | CanadàKaitlyn Lawes · John Morris         | SuïssaJenny Perret · Martin Rios             | NoruegaKristin Skaslien · Magnus Nedregotten |
| Pequín 2022      | ItàliaStefania Constantini · Amos Mosaner | NoruegaKristin Skaslien · Magnus Nedregotten | SuèciaAlmida de Val · Oskar Eriksson         |